# Walther Gerlach
Pour les articles homonymes, voir Gerlach.
Walther Gerlach (Biebrich am Rhein, 1er août 1889 — Munich 10 août 1979) est un physicien allemand qui effectue avant le 17 février 1922 une expérience sur la quantification du spin (Richtungsquantelung) qu'il a conçue avec Otto Stern avant 1922 (appelée par la suite l'expérience de Stern et Gerlach). Physicien expérimental renommé, Gerlach réussit seul avant le 17 février 1922 cette expérience qui prouve la validité de cette théorie. À ce moment Otto Stern se trouve déjà à Rostock, où il a accepté le poste de professeur universitaire.

## Famille et biographie
Gerlach est le fils aîné de Valentin Gerlach, hygiéniste renommé, et de Marie Niederhaeuser ; le pathologiste Werner Gerlach et son jumeau le médecin Wolfgang Gerlach sont ses frères cadets. 
Gerlach épouse le 29 septembre 1917 Mina Metzger (née en 1889), avec laquelle il a en 1918 une fille, Ursula. Le 18 avril 1939, il épouse en secondes noces à Munich Ruth Probst (1905-1994), docteur en médecine pour enfants.
Gerlach s'inscrit en 1908 en physique à l’Université de Tübingen et devient membre de la corporation étudiante Corps Borussia Tübingen. Diplômé docteur ès Sciences physiques en 1912, il soutient sa thèse d'habilitation en 1916. Reçu en 1917 privat-docent de l’Université de Göttingen, il obtient en 1921 la chaire de physique expérimentale de la toute nouvelle Université Johann Wolfgang Goethe de Francfort-sur-le-Main. Avant le 17 février 1922, il parvient sans Otto Stern, parti à Rostock en 1921, à mettre en évidence l'effet d'un champ magnétique sur des atomes de moment cinétique nul, démontrant ainsi la quantification d'un nouveau degré de liberté des atomes, le spin. Cette date résulte d'une carte postale de cette date adressée à Gerlach par le théoricien Wolfgang Pauli, que Gerlach a montré beaucoup plus tard à son ami le physicien Wolfgang Gentner (1906-1980), et où — avec ses bons vœux pour cette réussite — Pauli écrit : « Jetzt wird hoffentlich auch der ungläubige Stern von der Richtungsquantelung überzeugt sein » (Espérons que maintenant le mécréant Stern soit convaincu de cette thèse du spin).
Cela met en évidence que Stern, qui en 1944 reçoit le Prix Nobel (1943) pour cette expérience, n'y croyait même pas au début (comme d'ailleurs tous les physiciens importants de l'époque à l'exception de Niels Bohr). Gerlach n'est même pas mentionné dans le document Nobel pour Stern et ne reçoit pas le Prix.
Selon le physicien Horst Schmidt-Böcking de l'Université Johann Wolfgang von Goethe, des recherches récentes ont pu prouver que le comité Nobel à Stockholm en 1944 avait peur de s'incriminer avec un Prix pour Gerlach, qui vers la fin de la guerre avait coopéré avec le Reichsforschungsrat et l'Uran-Projekt des Nazis pour produire la bombe atomique.
En janvier 1925, Gerlach suit son maître Friedrich Paschen à l’Université de Tübingen, puis en 1929, il se voit confier la chaire de physique expérimentale de l’Université Louis-et-Maximilien de Munich, qu'il conserve jusqu'en 1957, année où il est mis en retraite.
Suspecté d'avoir travaillé au développement d'armes nucléaires, il est conduit en 1945 au Royaume-Uni pour être interrogé et détenu (opération Epsilon). Et effectivement, ce physicien a contribué au déménagement de la pile atomique expérimentale allemande dans le laboratoire secret d'Haigerloch. De retour dans la Zone d'occupation américaine en Allemagne, il est de 1948 à 1951 recteur de l’Université Louis-et-Maximilien de Munich, puis de 1949 à 1951 premier président de la Fraunhofer-Gesellschaft. De 1951 à 1961, il est vice-président de l'Association de la Recherche Allemande (DFG), et de 1956 à 1957 Président de l'Union des Physiciens Allemands (Deutsche Physikalische Gesellschaft, en abrégé DPG).
Il reçoit l'Ordre de Mérite de Bavière en 1959. Il devient membre de l'Ordre Pour le Mérite für Wissenschaften und Künste 1962, Grand Croix de Mérite de la République Fédérale d'Allemagne avec étoile en 1970 et reçoit la Médaille Harnack en 1974.
Gerlach est enterré au Waldfriedhof de Munich.